# كارل بريستون
كارل بريستون (بالإنجليزية: Carl Preston)‏ (25 أبريل 1991 في المملكة المتحدة - ) هو لاعب كرة قدم بريطاني في مركز الوسط. لعب مع نادي بورنموث ونادي ويموث ونادي بول تاون.

## وصلات خارجية
- كارل بريستون على موقع قاعدة بيانات كرة القدم.إي يو (الإنجليزية)
- كارل بريستون على موقع Soccerbase.com (لاعب) (الإنجليزية)